# Laguna Llaca
La laguna Llaca se encuentra dentro del Parque nacional Huascarán, el cual fue declarado por la UNESCO Reserva de Biósfera en 1977 y Patrimonio natural de la Humanidad en 1985. Se encuentra ubicada aproximadamente a 27 km de la ciudad de Huaraz dentro del distrito de Independencia en la provincia de Huaraz, departamento de Áncash, Perú.
Se considera una laguna con riesgo medio a alto de generar una inundación por desborde violento de lago glaciar.

## Ubicación

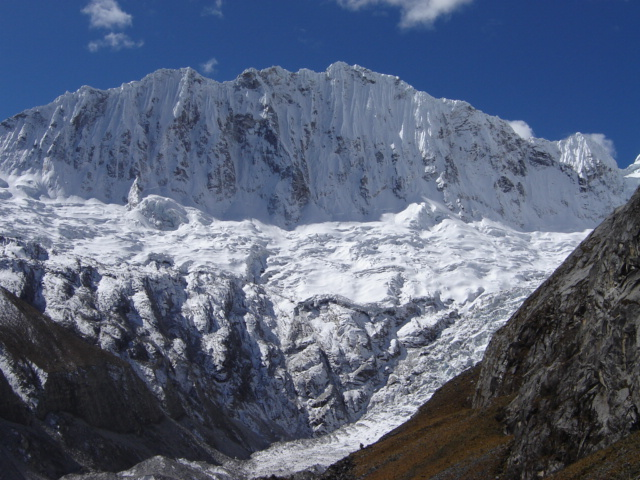
Nevado Ocshapalca desde la laguna de Llaca en 2007.

La laguna Llaca, se ubica en la quebrada de Llaca perteneciente al parque nacional Huascarán a una altitud de 4474 m s.n.m.
La laguna se emplaza en una hoyada teniendo como marco elevaciones rocosas que se yerguen a ambos lados como producto de la acumulación de material aluvial. Desde el campamento base se puede realizar el ascenso a importantes cumbres de la Cordillera Blanca como el Vallunaraju (5686 m), el Ranrapalca (6162 m) y el Ocshapalca (5881 m s.n.m.). Sus aguas de color verde turquesa, provienen del subsuelo y de los deshielos de los nevados próximos. Es la laguna más cercana a la ciudad de Huaraz a la que se accede con vehículo para el desarrollo del turismo convencional, asimismo es un lugar estratégico que permite observar el proceso de deglaciación a consecuencia de los efectos del cambio climático.

## Origen

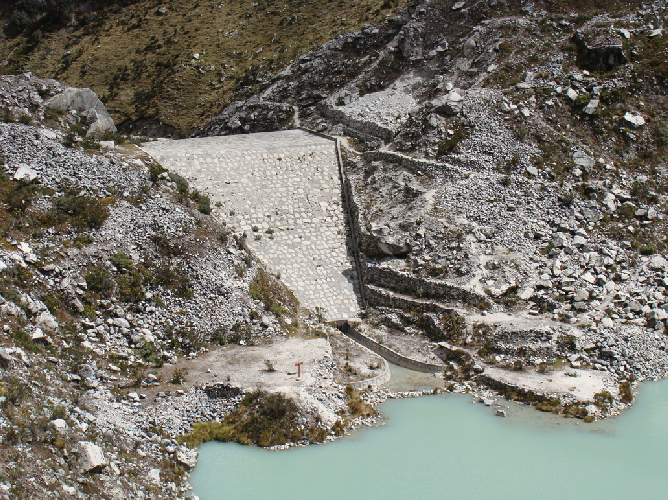
Dique en la laguna de Llaca, parte oeste.

La laguna se halla ubicada al pie de la lengua terminal del glaciar Llaca procedente de un circo glaciar dominado por la cimas de los nevados Ocshapalca (5888 m) y Ranrapalca (6162 m). Esta lengua glaciar es la que en su proceso de desglaciación ha dejado tras de sí la laguna Llaca. La laguna vierte su caudal a través del río Santa en el océano Pacífico.

## Características
La laguna, de forma irregular, presenta una superficie de 3680 m² y una profundidad promedio de 19 m aproximadamente. Sus aguas de color verde turquesa, provienen del subsuelo y de los deshielos de los nevados próximos.

## El paisaje que rodea a la laguna Llaca
El paisaje que rodea a la laguna está compuesto por elevaciones rocosas teniendo una flora en la que destacan: tayas, ancosh, quenuales y diversas especies de flora altoandina que forman al lugar una imagen propia la que realza con los nevados de la Cordillera Blanca. Este circuito es apropiado para la aclimatación de los montañistas y se llevan a cabo cursos básicos de andinismo y rescate de alta montaña.

## Estado actual
La quebrada se encuentra en regular estado de conservación.

## Para visitar la laguna se cuenta con las siguientes opciones
- Opción 1: Ir en camioneta 4x4 hasta el refugio campo base Llaca (1:30 hr), desde donde se camina por unos 40 min hasta el mirador que esta al fondo de la Quebrada y al lado izquierdo de la laguna, en el retorno visite la laguna Llaca.
- Opción 2: Se puede tomar un transporte público (Línea 15) que pasa por el centro poblado de Marian y finaliza en Cachipampa, el viaje dura unos 40 minutos, después se camina 3 hr hasta la laguna.[7]